# 国立蘭陽女子高級中学
国立蘭陽女子高級中学（こくりつらんようじょしこうきゅうちゅうがく、National Lanyang Girls' Senior High School、Yilan Perfectual high school）は、台湾宜蘭県にある全日制の国立女子高級中学（日本の高等学校に相当）である。
同校は台湾において、県立ではない女子校とされている。「蘭陽女中」、「蘭陽女高」、「蘭女」の略称と共に、台湾の高等女学校として知られていた。文科と舞踏芸術は東台湾の著名な女子高校であり、学生の大学專門は文科選択する傾向にある。

## 沿革
| 年     | 月日     | 事跡                                                                                 |
| ------ | -------- | ------------------------------------------------------------------------------------ |
| 1938年 | 4月20日  | 台北州立蘭陽高等女学校創校として，初の校地は宜蘭小学校借りる                         |
| 1939年 | -        | 校舍は完成した，日本有名の建築士鳩工茸建てる，学校は現の址帰る                       |
| 1945年 | 10月24日 | 台湾省立蘭陽女子中学と改称                                                           |
| 1968年 | -        | 台湾省立蘭陽女子高級中学と改称                                                       |
| 1989年 | -        | 言語コース創立てした                                                                 |
| 1998年 | -        | 台湾の科学展覽は地球科学一等賞取り，蘭女60周年記念式典挙行，元大統領李登輝査察てした |
| 2000年 | -        | 国立蘭陽女子高級中学と改称                                                           |
| 2008年 | -        | 蘭女70周年記念式典挙行，元大統領馬英九査察てした                                     |
| 2018年 | -        | 蘭女80周年記念式典挙行                                                               |

## 組織
- 理数コース
- 言語コース（中国語:語文資優班）
- 踊コース（中国語:舞蹈班）
- 普通科（全日制）

## 歴代校長
| 区分             | 代     | 氏名       | 期間            |
| ---------------- | ------ | ---------- | --------------- |
| 日本統治下の台湾 | 第一代 | 三屋秋策   | 1938年 - 1942年 |
| 日本統治下の台湾 | 第二代 | 小川義明   | 1942年 - 1944年 |
| 日本統治下の台湾 | 第三代 | 安房菊三郎 | 1944年 - 1945年 |
| 中華民国統治期   | 第一代 | 陳保宗     | 1945年 - 1964年 |
| 中華民国統治期   | 代理   | 徐玉英     | 1964年 - 1964年 |
| 中華民国統治期   | 第二代 | 吳學瓊     | 1964年 - 1984年 |
| 中華民国統治期   | 第三代 | 王雁彬     | 1984年 - 1985年 |
| 中華民国統治期   | 第四代 | 鍾香華     | 1985年 - 1987年 |
| 中華民国統治期   | 第五代 | 唐璽惠     | 1987年 - 1995年 |
| 中華民国統治期   | 第六代 | 林蓮珠     | 1995年 - 2003年 |
| 中華民国統治期   | 第七代 | 曾耀松     | 2003年 - 2007年 |
| 中華民国統治期   | 代理   | 徐玫玲     | 2007年 - 2007年 |
| 中華民国統治期   | 第八代 | 曹學仁     | 2007年 - 2015年 |
| 中華民国統治期   | 第九代 | 曾璧光     | 2015年 -        |

## 著名な出身者
- 羅曼菲
- 李紀珠
- 竹中信子
- 馬国鳳